# Mystides bathysiphonicola
Mystides bathysiphonicola är en ringmaskart som beskrevs av Hartmann-Schröder 1983. Mystides bathysiphonicola ingår i släktet Mystides och familjen Phyllodocidae. Arten har ej påträffats i Sverige. Inga underarter finns listade i Catalogue of Life.